# Kalmosaaret (ö i Norra Karelen, Joensuu, lat 63,31, long 28,97)
Kalmosaaret är en ö i Finland. Den ligger i sjön Ylä-Ruokonen och i kommunen Juga i den ekonomiska regionen  Joensuu ekonomiska region  och landskapet Norra Karelen, i den centrala delen av landet, 400 km nordost om huvudstaden Helsingfors. Öns area är 0,4 hektar och dess största längd är 130 meter i öst-västlig riktning.  Notera att namnet antyder att det är fråga om flera öar.